# Dezső Kalinovszky
Dans le nom hongrois Kalinovszky Dezső, le nom de famille précède le prénom, mais cet article utilise l’ordre habituel en français Dezső Kalinovszky, où le prénom précède le nom.
Dezső Kalinovszky (Cluj, 6 juin 1933 - Cluj-Napoca, 19 décembre 2009) est un écrivain roumain de langue magyare.
Il a étudié la technologie à Odessa et travaillé pour l'Université Babeș-Bolyai de Cluj-Napoca.

## Œuvres
- (hu) A pokoli pulóver és más ördöngösségek [« L'enfer du pullover et autres diableries »]  (roman pour la jeunesse), Cluj/Kolozsvár, Dacia Könyvkiadó, 1972 ;
- (hu) Szemenszedett igazság : Humoreszkek [« Vérités flagrantes : Esquisses humoristiques »], Cluj/Kolozsvár, 1975 ;
- (hu) Graffitik a szabadság oldal-faláról [« Graffiti sur la paroi latérale de la liberté »], Cluj/Kolozsvár, Minerva Művelődési Egyesület, 2003 (ISBN 978-973-980996-2)

## Sources
- Erdélyi magyar írók ligája